# Béard-Géovreissiat
Béard-Géovreissiat és un municipi francès situat al departament de l'Ain i a la regió d'Alvèrnia-Roine-Alps. L'any 2007 tenia 887 habitants.

## Demografia

### Població
El 2007 la població de fet de Béard-Géovreissiat era de 887 persones. Hi havia 298 famílies de les quals 36 eren unipersonals (16 homes vivint sols i 20 dones vivint soles), 78 parelles sense fills, 168 parelles amb fills i 16 famílies monoparentals amb fills.
La població ha evolucionat segons el següent gràfic:
Habitants censats

### Habitatges
El 2007 hi havia 309 habitatges, 297 eren l'habitatge principal de la família, 5 eren segones residències i 7 estaven desocupats. 297 eren cases i 12 eren apartaments. Dels 297 habitatges principals, 243 estaven ocupats pels seus propietaris, 49 estaven llogats i ocupats pels llogaters i 5 estaven cedits a títol gratuït; 1 tenia una cambra, 1 en tenia dues, 18 en tenien tres, 91 en tenien quatre i 186 en tenien cinc o més. 257 habitatges disposaven pel capbaix d'una plaça de pàrquing. A 97 habitatges hi havia un automòbil i a 185 n'hi havia dos o més.

### Piràmide de població
La piràmide de població per edats i sexe el 2009 era:
| Homes | Edats   | Dones |
| ----- | ------- | ----- |
| 0     | 95 o +  | 0     |
| 0     | 90 a 94 | 0     |
| 0     | 85 a 89 | 0     |
| 0     | 80 a 84 | 4     |
| 12    | 75 a 79 | 8     |
| 16    | 70 a 74 | 8     |
| 0     | 65 a 69 | 16    |
| 4     | 60 a 64 | 0     |
| 16    | 55 a 59 | 12    |
| 28    | 50 a 54 | 20    |
| 24    | 45 a 49 | 24    |
| 44    | 40 a 44 | 40    |
| 40    | 35 a 39 | 36    |
| 28    | 30 a 34 | 32    |
| 4     | 25 a 29 | 12    |
| 28    | 20 a 24 | 4     |
| 28    | 15 a 19 | 44    |
| 40    | 10 a 14 | 40    |
| 32    | 5 a 9   | 36    |
| 20    | 0 a 4   | 32    |

## Economia
El 2007 la població en edat de treballar era de 591 persones, 471 eren actives i 120 eren inactives. De les 471 persones actives 449 estaven ocupades (241 homes i 208 dones) i 22 estaven aturades (8 homes i 14 dones). De les 120 persones inactives 26 estaven jubilades, 70 estaven estudiant i 24 estaven classificades com a «altres inactius».

### Ingressos
El 2009 a Béard-Géovreissiat hi havia 300 unitats fiscals que integraven 948 persones, la mediana anual d'ingressos fiscals per persona era de 18.953 €.

### Activitats econòmiques
Dels 27 establiments que hi havia el 2007, 2 eren d'empreses de fabricació de material elèctric, 8 d'empreses de fabricació d'altres productes industrials, 5 d'empreses de construcció, 3 d'empreses de comerç i reparació d'automòbils, 1 d'una empresa de transport, 2 d'empreses d'informació i comunicació, 5 d'empreses de serveis i 1 d'una empresa classificada com a «altres activitats de serveis».
Dels 5 establiments de servei als particulars que hi havia el 2009, 1 era un taller de reparació d'automòbils i de material agrícola, 2 paletes, 1 guixaire pintor i 1 perruqueria.
L'any 2000 a Béard-Géovreissiat hi havia 3 explotacions agrícoles.

## Equipaments sanitaris i escolars
El 2009 hi havia una escola elemental.

## Poblacions més properes
El següent diagrama mostra les poblacions més properes.